# Karl Silberbauer
Pour les articles homonymes, voir Silberbauer.
Karl Silberbauer, né le 21 juin 1911 à Vienne et mort le 2 septembre 1972 dans la même ville, est un officier et policier autrichien, membre du SD, le service de renseignement et de maintien de l'ordre de la SS.
Il a participé activement à la traque des Juifs dans Amsterdam occupée et a été reconnu pour avoir procédé à l'arrestation d'Anne Frank, de sa famille et de quatre autres personnes juives dissimulées dans l'« Annexe », le 4 août 1944. Il ne resta qu'un seul survivant sur les huit déportés, Otto Frank, le père d’Anne.

## Après-guerre
Retrouvé au début des années 1960 grâce à l'action tenace de Simon Wiesenthal, Silberbauer reconnut les faits, ne manifesta aucun regret, fut suspendu de la police de Vienne, mais acquitté en justice.
On perd ensuite sa trace.